# Quest for Camelot
Quest for Camelot (Nederlands: Het Magische zwaard) is een animatiefilm uit 1998, geregisseerd door Frederik Du Chau.

Hij is gebaseerd op het boek The King's Damsel van Vera Chapman.

## Verhaal
Het speelt zich af ten tijde van de legendarische Koning Arthur en de ridders van de Ronde Tafel.

Kayley, een pittige jongedame, droomt ervan om een dappere ridder te worden. Wanneer ze hoort dat de gemene Ruber het magische zwaard Excalibur van de koning heeft gestolen, en bovendien haar moeder heeft ontvoerd, trekt ze ten strijde.

## Gastacteur
| Acteur            | Personage     | Opmerking |
| ----------------- | ------------- | --------- |
| Jessalyn Gilsig   | Kayley        |           |
| Andrea Corr       | Kayley        | zangstem  |
| Cary Elwes        | Garrett       |           |
| Bryan White       | Garrett       | zangstem  |
| Gary Oldman       | Ruber         |           |
| Eric Idle         | Devon         |           |
| Don Rickles       | Cornwall      |           |
| Jane Seymour      | Juliana       |           |
| Celine Dion       | Juliana       | zangstem  |
| Pierce Brosnan    | King Arthur   |           |
| Steve Perry       | King Arthur   | zangstem  |
| Bronson Pinchot   | Griffin       |           |
| Jaleel White      | Bladebeak     |           |
| Gabriel Byrne     | Lionel        |           |
| Sir John Gielgud  | Merlin        |           |
| Frank Welker      | Ayden         |           |
| Sarah Rayne       | Young Kayley  |           |
| Al Roker          | extra stemmen |           |
| Jess Harnell      | extra stemmen |           |
| Jack Angel        | extra stemmen |           |
| Joe Baker         | extra stemmen |           |
| Robert Bergen     | extra stemmen |           |
| Rodger Bumpass    | extra stemmen |           |
| Phillip Clarke    | extra stemmen |           |
| Sheelagh Cullen   | extra stemmen |           |
| Ken Danziger      | extra stemmen |           |
| Jennifer Darling  | extra stemmen |           |
| Fiona Dwyer       | extra stemmen |           |
| Paul Eiding       | extra stemmen |           |
| Fionnula Flanagan | extra stemmen |           |
| Jean Gilpin       | extra stemmen |           |
| Sherry Lynn       | extra stemmen |           |
| Danny Mann        | extra stemmen |           |
| Mickie T. McGowan | extra stemmen |           |